# Croconzuur
Croconzuur (niet te verwarren met crotonzuur) is een organische verbinding met een cyclopenteenkern, met twee hydroxylgroepen op de koolstofatomen aan de dubbele binding en drie ketongroepen op de andere drie koolstofatomen. Het is een kristallijne vaste stof, die gevoelig is voor licht. Het is een zuur: de beide OH-groepen zijn H+-donoren en de corresponderende anionen zijn waterstofcroconaat (C5HO5−) en croconaat (C5O52−).

## Geschiedenis
Croconzuur en het kaliumzout ervan werd ontdekt door Leopold Gmelin in 1825. Hij noemde het naar het Griekse τό χρόχον, wat "saffraan" of "eigeel" betekent vanwege de gele tot oranje kleur van het zuur en vele zouten ervan. De molecuulstructuur van croconzuur werd echter pas veel later vastgesteld.

## Synthese
Croconzuur kan bereid worden door de oxidatie met mangaan(IV)oxide van rhodizonzuur, dat een cyclohexeenkern heeft, of van tetrahydroxy-p-benzochinon. Bij deze omzettingen wordt de ringkern verkleind van zes naar vijf koolstofatomen.

## Toepassingen
Croconzuur, zouten of esters ervan (croconaten) zijn bruikbaar als verfstoffen, farmaceutische of landbouwchemicaliën of als intermediaire stof voor dergelijke verbindingen. Uit croconzuur zijn methinekleurstoffen afgeleid die voor fotografische en optische toepassingen kunnen gebruikt worden. Croconzuur is ook voorgesteld als haarkleurmiddel.